# Aleksandar Kovačević
Aleksandar Kovačević (Grabovica, 1. veljače 1910. - Osnabrück, 22. kolovoza 1979.), atletičar koji se natjecao za Kraljevinu Jugoslaviju.
Natjecao se na Olimpijskim igrama 1936. u bacanju kugle. Osvojio je 11. mjesto.
Bio je član zagrebačke Concordije te Wellington AC i Harringey Athletic Club iz Engleske.